# Benjamin Kindsvater
Benjamin Kindsvater (* 8. Februar 1993 in Trostberg) ist ein deutscher Fußballspieler, der beim VfR Aalen unter Vertrag steht.

## Karriere
Bis 2012 spielte er in den Jugendmannschaften von Wacker Burghausen. In der Saison 2012/13 wurde er vor allem in der zweiten Mannschaft in der Bayernliga Süd eingesetzt. Er bestritt jedoch auch ein Spiel in der 3. Liga. In der folgenden Saison 2013/14 kam er auf weitere neun Drittligaeinsätze, mit der Wackermannschaft stieg er jedoch in die Regionalliga Bayern ab. Seitdem war er Stammspieler in der ersten Mannschaft.
Zur Saison 2017/18 wechselte Kindsvater innerhalb der Regionalliga Bayern zum TSV 1860 München. Als der Wechsel Anfang Mai 2017 bekannt gegeben wurde, war er für die zweite Mannschaft vorgesehen, die zu diesem Zeitpunkt in der Regionalliga Bayern spielte. Da die Profimannschaft aus der 2. Bundesliga abgestiegen war und aufgrund des Nichthalts der Lizenz für die 3. Liga in der Regionalliga Bayern antreten musste, gehört er dem Kader der ersten Mannschaft an, deren Kern sich aus der zweiten Mannschaft der Vorsaison bildete. Kindsvater absolvierte 29 Regionalligaspiele, in denen er 4 Tore erzielte. Zudem kam er in beiden Aufstiegsspielen gegen den 1. FC Saarbrücken zum Einsatz, in denen die Löwen den Aufstieg in die 3. Liga erreichten. In der Saison 2018/19 folgten 22 Drittligaeinsätze (8-mal von Beginn), in denen er 2 Tore erzielte. In der Saison 2019/20 kam Kindsvater noch zu 13 Drittligaeinsätzen (10-mal von Beginn), ehe er den Verein verließ.
Ende Januar 2021 schloss sich der vereinslose Kindsvater dem slowakischen Erstligisten FC Nitra an, der in diesem Monat mit Yanni Regäsel, Sinan Kurt, Ekin Çelebi, Ramzi Ferjani, Ole Käuper, Eroll Zejnullahu und Oliver Bias sieben weitere deutsche Spieler verpflichtete.
Nach einem halben Jahr verließ er den Verein wieder und kehrte nach Deutschland zurück, wo ihn der VfR Aalen in der Regionalliga Südwest unter Vertrag nahm. Dort wurde er zunächst Stammspieler, verpasste jedoch ab November 2021 aufgrund verschiedener Verletzungen einen Großteil der folgenden Spiele sowie auch der anschließenden Saison 2022/23 und kam erst ab März 2023 wieder regelmäßig zum Einsatz. Im Sommer 2024 stieg er mit der Mannschaft in die Oberliga Baden-Württemberg ab.

## Erfolge
TSV 1860 München
- Meister der Regionalliga Bayern und Aufstieg in die 3. Liga: 2017/18
- Sieger des Bayerischen Toto-Pokals: 2019/20

VfR Aalen
- Sieger des WFV-Pokals: 2024